# Julius Adolf Friedrich Treusch von Buttlar
Julius Adolf Friedrich Treusch von Buttlar (* 30. März 1716 in Markershausen; † 29. November 1784 in Woltersdorf) war ein preußischer Generalmajor, Ritter des Ordens Pour le Mérite und Amtshauptmann von Ziesar.

## Leben

### Herkunft
Er entstammte dem alten oberfränkisch-hessischen Adelsgeschlecht Treusch von Buttlar. Seine Eltern waren Georg Ernst Treusch von Buttlar (* 26. Dezember 1690 in Markershausen; † 30. Januar 1754 ebenda), Herr auf Frauenborn, Steinhof, Hahnhof und Bulitzgrube, und die Sophie Luise von Buttlar-Ziegenberg.

### Militärkarriere
Treusch stand von 1730 bis 1741 in hessischen Diensten, musste aber nach einem Duell das Land verlassen. Er wurde daraufhin am 6. Mai 1741 als Sekondeleutnant im III. Bataillon Garde der Preußischen Armee angestellt. Treusch machte den Feldzug 1744/45 mit, kämpfte bei Hohenfriedberg und wurde bei Soor verwundet. Bis August 1753 stieg er zum Kapitän und Kompaniechef auf. Während des Feldzuges 1756/1763 nahm er an der Schlacht bei Leuthen teil und wurde für seine Leistungen mit dem Orden Pour le Mérite ausgezeichnet. Im August 1758 ernannte ihn der König zum Major, dazu erhielt er im Dezember 1763 die Amtshauptmannschaft von Ziesar. Im Jahr 1765 wurde er zum Oberstleutnant befördert. Im August 1767 wurde er zum Oberst ernannt und kurz danach zum Kommandeur des 1. Bataillons der Garde. 1771 erhielt er die Potsdamer Infanterie-Inspektion. Da er krank wurde, erhielt Treusch im Oktober 1776 auf eigenen Wunsch mit einer Pension von 1200 Talern seinen Abschied.
Er zog zunächst nach Ziesar und danach nach Woltersdorf in Brandenburg. Dort verstarb er den 29. November 1784.

### Familie
Treusch war mit Marie Sophie von Waßmannsdorff (* in Potsdam) verheiratet. Aus der Ehe gingen folgende Kinder hervor:
- Julius Christoph Ferdinand (* 29. Januar 1748 in Potsdam; † 31. Juli 1807 in Minden), preußischer Major ⚭ Wilhelmine Augustine Karoline Albertine, geschiedene Gräfin von Rittberg, geborene von Beeren (* 24. Juni 1750)
- Juliane Florentine Sophie (* 17. Mai 1749 in Potsdam)
- Marie Luise (* 6. Oktober 1753 in Potsdam)